# Birkenwerder
Birkenwerder è un comune di 8 135 abitanti del Brandeburgo, in Germania.

Appartiene al circondario dell'Oberhavel.

## Monumenti e luoghi d’interesse
Chiesa (Dorfkirche)Edificio in mattoni costruito dal 1847 al 1849 su progetto di Friedrich August Stüler.

## Società

### Evoluzione demografica
- Sviluppo della popolazione dal 1875 entro gli attuali confini (Linea Blu: Popolazione; Linea puntata: Confronto dello sviluppo della popolazione dello stato del Brandenburgo; Sfondo grigio: Ai tempi del governo nazista; Sfondo rosso: Al tempo del governo comunista)
- Sviluppo recente della popolazione (Linea blu) e previsioni

| Anno | Abitanti |
| ---- | -------- |
| 1875 | 951      |
| 1890 | 1 167    |
| 1910 | 2 318    |
| 1925 | 3 387    |
| 1933 | 4 993    |
| 1939 | 6 648    |
| 1946 | 7 023    |
| 1950 | 7 148    |
| 1964 | 6 967    |
| 1971 | 6 911    |
| 1981 | 6 325    |

| Anno | Abitanti |
| ---- | -------- |
| 1985 | 6 122    |
| 1989 | 5 602    |
| 1990 | 5 510    |
| 1991 | 5 422    |
| 1992 | 5 377    |
| 1993 | 5 370    |
| 1994 | 5 423    |
| 1995 | 5 417    |
| 1996 | 5 491    |
| 1997 | 5 721    |

| Anno | Abitanti |
| ---- | -------- |
| 1998 | 6 055    |
| 1999 | 6 290    |
| 2000 | 6 518    |
| 2001 | 6 632    |
| 2002 | 6 800    |
| 2003 | 6 961    |
| 2004 | 7 108    |
| 2005 | 7 219    |
| 2006 | 7 360    |
| 2007 | 7 492    |

| Anno | Abitanti |
| ---- | -------- |
| 2008 | 7 650    |
| 2009 | 7 774    |
| 2010 | 7 819    |
| 2011 | 7 748    |
| 2012 | 7 827    |
| 2013 | 7 833    |
| 2014 | 7 881    |
| 2015 | 8 019    |
| 2016 | 8 017    |
| 2017 | 8 096    |

| Anno | Abitanti |
| ---- | -------- |
| 2018 | 8 134    |
| 2019 | 8 133    |
| 2019 | 8 132    |

Fonti dei dati sono nel dettaglio nelle Wikimedia Commons..

## Infrastrutture e trasporti

### Strade
Il territorio comunale di Birkenwerder è attraversato dall'autostrada federale A 10 e dalle strade federali B 96 e B 96a.

### Ferrovie
Il territorio comunale di Birkenwerder è attraversato dalla linea Berlino-Stralsund; su di essa è posta la stazione di Birkenwerder, servita esclusivamente dai treni della S-Bahn berlinese.